# Kraków Kings
Kraków Kings – polski klub sportowy prowadzony przez Stowarzyszenie Klub Sportowy Kraków Kings posiadający dwie sekcje: futbolu amerykańskiego (PFL1) oraz lacrosse’a.

## Futbol amerykański
W ramach sekcji działają trzy drużyny: drużyna A, drużyna B, drużyna juniorska.

## Historia klubu
Drużyna powstała w 2012 roku po fuzji dwóch założonych w 2006 roku klubów: Kraków Tigers i Kraków Knights przystępując do rozgrywek na licencji tego drugiego. Celem połączenia było stworzenie mocnego krakowskiego klubu. Niemal corocznie drużyna uczestniczy w półfinale rozgrywek oraz zdobyła wicemistrzostwo i mistrzostwo PLFA1. W 2017 roku klub uzyskał awans do Topligii, ówcześnie najwyższej klasy rozgrywkowej.
Od 2018 Kraków Kings występują w Lidze Futbolu Amerykańskiego, powstałej po odejściu z PLFA niemal wszystkich liczących się klubów w Polsce.
W czerwcu 2022 roku juniorzy Kraków Kings jako pierwsza drużyna juniorska w historii polskiego futbolu amerykańskiego, rozegrała mecz międzynarodowy z reprezentacją regionu Lazio, zakończony wynikiem 24:20.
W 2022 roku juniorzy Kraków Kings pod sterami trenera Dawida Ostręgi wygrali rozgrywki PFLJ, tym samym zostając Mistrzami Polski Juniorów w Futbolu Amerykańskim.

## Osiągnięcia ligowe
2013 – półfinał PLFA1
2014 – półfinał PLFA1
2015 – Mistrzostwo PLFA1
2017 – Wicemistrzostwo PLFA1
2022 – Wicemistrzostwo PFL1
2022 – Mistrzostwo PFLJ

## Bilans ligowy
| rok  | liga                        | bilans spotkań (zw:por)     | bilans punktów (pzd/pst) |                                         |
| ---- | --------------------------- | --------------------------- | ------------------------ | --------------------------------------- |
| 2013 | PLFA1 – grupa wschodnia     | 4:2                         | 156:89                   |                                         |
| 2013 | Półfinał z Husaria Szczecin | Półfinał z Husaria Szczecin | 14:44                    |                                         |
| 2014 | PLFA1 – grupa wschodnia     | 4:4                         | 160:191                  |                                         |
| 2014 | Półfinał z Husaria Szczecin | Półfinał z Husaria Szczecin | 8:46                     |                                         |
| 2015 | PLFA1 – grupa południowa    | 7:1                         | 251:88                   |                                         |
| 2015 | Półfinał z Wilki Łódzkie    | Półfinał z Wilki Łódzkie    | 49:0                     |                                         |
| 2015 | Finał z Seahawks Sopot      | Finał z Seahawks Sopot      | 36:26                    | Mistrzostwo PLFA1                       |
| 2016 | PLFA1 – grupa południowa    | 3:5                         | 164:214                  |                                         |
| 2017 | PLFA1 – grupa południowa    | 8/0                         | 238:67                   |                                         |
| 2017 | Półfinał z Olsztyn Lakers   | Półfinał z Olsztyn Lakers   | 42:0                     |                                         |
| 2017 | Finał z Warsaw Sharks       | Finał z Warsaw Sharks       | 14:26                    | Wicemistrzostwo PLFA1, awans do TOPLIGI |
| 2018 | LFA1 – grupa C              |                             |                          |                                         |

Mecze odbywają się na boiskach WKS Wawel, KS Nadwiślan, MOS Kraków Wschód.

## Lacrosse
Założony w 2009 jako Kraków Knights następnie Kraków Dragons. W Polsce istnieje jedynie 7 drużyn i występuje jedna klasa rozgrywkowa. Krakowska drużyna powstała jako czwarta w kraju, każdy sezon występuje pod inną nazwą i plasuje się tuż za podium rozgrywek.
- 2010/2011 – 4. miejsce
- 2011/2012 – 4. miejsce
- 2012/2013 – 4. miejsce